# Белицк
Бе́лицк (бел. Беліцк) — посёлок в Столпнянском сельсовете Рогачёвского района Гомельской области Республики Беларусь.

## География

### Расположение
В 33 км на юго-восток от Рогачёва, 17 км от железнодорожной станции Салтановка (на линии Гомель — Жлобин), 104 км от Гомеля.

## Транспортная система
Транспортные связи по просёлочной, затем автомобильной дороге Столпня — Гадиловичи. Планировка состоит из 3 коротких, плотно застроенных, близкой к меридиональной ориентации улиц, к которым с запада присоединяется короткая прямолинейная улица. Застройка кирпичная и деревянная, 1-2-этажная, плотная, усадебного типа.

## Гидрография
На востоке мелиоративные каналы.

## История
Основан в 1951 году как посёлок торфопредприятия «Белицкое», где велись торфоразработки с 1949 года. Предприятие быстро наращивало мощности, интенсивно велось и строительство посёлка. 12 января 1960 года наделён статусом рабочего посёлка. В составе колхоза «12 лет Октября» (центр — деревня Журавичи). 1 декабря 2009 года упразднен как административно-территориальная единица (сохранен как территориальная единица) и включён в состав Столпнянского сельсовета. 29 марта 2011 года отнесён к категории сельского населённого пункта - посёлок в составе Столпнянского сельсовета.

## Население

### Численность
- 2011 год — 463 жителя[5].

### Динамика
- 1959 год — 1267 жителей (согласно переписи)
- 1970 год — 1227 жителей (согласно переписи)
- 1979 год — 968 жителей (согласно переписи)
- 1989 год — 680 жителей (согласно переписи)
- 1999 год — 600 жителей (согласно переписи)
- 2009 год — 503 жителей (согласно переписи от 01.01)[5]
- 2009 год — 484 жителей (согласно переписи от 14.10)[6]
- 2010 год — 482 жителей[5]
- 2011 год — 463 жителя[5]

Ближайшая перепись ожидается в 2019 году

## Инфраструктура
- Библиотека
- Детский сад-ясли
- Историко-краеведческий музей (в здании школы)
- Клуб
- Комбинат бытового обслуживания
- Отделение связи (в здании школы)

#### Закрытые предприятия и учреждения
- Механические мастерские по ремонту торфодобывающей техники
- Средняя школа
- Торфобрикетный завод
- Торфопредприятие «Белицкое» с подсобным хозяйством
- Электроцех
- Больница

## Достопримечательности
- Братская могила советских воинов и партизан